# Araiba Toru
Toru Araiba (sinh ngày 12 tháng 7 năm 1979) là một cầu thủ bóng đá người Nhật Bản.

## Sự nghiệp câu lạc bộ
Toru Araiba đã từng chơi cho Gamba Osaka, Kashima Antlers và Cerezo Osaka.